# Gérald Godin
Pour les articles homonymes, voir Godin.
Gérald Godin (13 novembre 1938 à Trois-Rivières - 12 octobre 1994 à Montréal) était un écrivain et homme politique québécois.

## Biographie
Gérald-Hector Godin, fils du Dr Paul-Victor Godin et de Louisa Marceau. Il est le frère de l'employé de l'UQTR et poète Guy Godin, du juge Ivan Godin et de Mireille Godin-Jennings, traductrice. Il est d’abord journaliste au Nouvelliste, de 1958 à 1963.
En 1961, il fait la rencontre de l'autrice-compositrice-interprète Pauline Julien, qui partagera sa vie pendant plus de 30 ans, soit jusqu'à son décès. Le couple Julien-Godin est passionné, uni par une ferveur indépendantiste et l'intérêt partagé pour la poésie et les arts.
Godin s’établit ensuite à Montréal, où il est longtemps recherchiste à Radio-Canada. Il travaille aussi pour le magazine Maclean's de 1963 à 1969 et est directeur de l'Association coopérative des éditions Parti pris de 1963 à 1976. Il travaille pour Québec-Presse à titre de directeur de l’information de 1969 à 1973, puis comme directeur général intérimaire à partir de 1973, jusqu’en 1974.
Gérald Godin est l'une des centaines de personnes arrêtées et emprisonnées durant les évènements d'octobre 1970, en vertu de la Loi sur les mesures de guerre, en raison de ses allégeances politiques.
Il est chargé de cours en journalisme à l'Université de Montréal en 1975, puis à l'Université du Québec à Montréal (UQAM) en 1975 et en 1976.
Godin devient candidat du Parti québécois dans la circonscription de Mercier. Il bat le premier ministre du Québec Robert Bourassa dans cette circonscription à l'élection de 1976. À partir de 1979, il est adjoint parlementaire du Ministre des affaires culturelles, puis du Ministre de la justice, avant de devenir Ministre de l’immigration en 1980. Réélu en avril 1981, il est nommé Ministre des communautés culturelles et de l'immigration et membre du Conseil du trésor. De 1982 à 1983, il est Ministre responsable de l’application de la Charte de la langue française (loi 101), avant de devenir Ministre délégué aux affaires linguistiques en 1984. Réélu en 1985, il fait partie de ceux qui ont convaincu Pierre Marc Johnson de quitter le parti, et Jacques Parizeau d’y revenir.
Réélu à l'élection de 1989, il est remplacé à titre de candidat en 1994 par Robert Perreault, alors qu’il continue de se battre contre un cancer au cerveau qui a raison de lui le 12 octobre de cette même année, à l'âge de 55 ans, un mois avant son 56e anniversaire.
Le fonds d'archives de Gérald Godin est conservé au centre d'archives de Québec de la Bibliothèque et Archives nationales du Québec.

## Témoignages
Son poème Tango de Montréal est reproduit sur un mur à côté de la station de métro Mont-Royal.
L’anthologie de ses œuvres poétiques, préparée par André Gervais, est publiée en 2001 par les éditions de l’Hexagone, sous le titre « Ils ne demandaient qu’à brûler ». Son œuvre poétique se caractérise par une utilisation de la langue populaire du Québec. On y trouve parfois des sacres et plusieurs mots crus qui reflètent la réalité linguistique des gens du Québec.
Un Cégep de l'Ouest-de-l'Île de Montréal porte son nom; le Cégep Gérald-Godin, bâti à la fin des années 1990. Le prix littéraire de la ville de Trois-Rivières porte son nom : Prix de littérature Gérald-Godin.
En 1989, la réalisatrice Dorothy Todd Hénaut réalise Le Québec... un peu... beaucoup... passionnément..., où s'entremêlent l'histoire du Québec de la deuxième moitié du XXe siècle et celle du couple constitué de Gérald Godin et Pauline Julien. En 2011, Simon Beaulieu consacre au poète et politicien un long métrage documentaire, Godin, portrait essentiellement constitué d'archives.

## Œuvres

### Poésie
Chansons très naïves, Trois-Rivières, Éditions du Bien public, 1960.
Poèmes et cantos, Trois-Rivières, Éditions du Bien public, 1962.
Nouveaux poèmes, Trois-Rivières, Éditions du Bien public, 1963.
Les cantouques, poèmes en langue verte, populaire et quelquefois française, Montréal, Éditions Parti pris, coll. « Paroles », 1966.
Libertés surveillées, Montréal, Éditions Parti pris, coll. « Paroles », 1975.
Sarzènes, Trois-Rivières, Écrits des Forges, coll. « Radar », 1983.
Soirs sans atout, Trois-Rivières, Écrits des Forges, et Cesson (France), la Table rase, 1986; traduit en anglais par Judith Cowan: Evenings at Loose Ends, Montréal, Vehicule Press, 1991,
Ils ne demandaient qu'à brûler, poèmes 1960-1986, préface de Réjean Ducharme, Montréal, Éditions de l'Hexagone, coll. « Rétrospectives », 1987,; poèmes 1960-1993, édition revue et augmentée par André Gervais, 2001.
Tango de Montréal, avec sept calligraphies de Stélio Sole, choix de poèmes en édition de luxe à tirage limité, Trois-Rivières, Écrits des Forges, 1987,
Poèmes de route, Montréal, Éditions de l'Hexagone, coll. « Poésie », 1988.
Cantouques & Cie, choix de poèmes suivi d'un entretien par André Gervais, Montréal, Éditions de l'Hexagone, coll. « Typo », 1991; édition augmentée, Éditions Typo, 2001; nouvelle édition revue et augmentée, 2012.
Les botterlots, Montréal, Éditions de l'Hexagone, coll. « Poésie », 1993.

### Romans, récits et nouvelles
L'ange exterminé, roman, Montréal, Éditions de l'Hexagone, coll. « Fictions », 1990; traduit en anglais par Judith Cowan: Exterminated Angel, Montréal, Guernica, « Prose Series », 1992.
Tendres et emportés[1962-1964], récit et nouvelles, édition préparée par André Gervais, Outremont, Lanctôt éditeur, 1997.

### Essais
[Jacques Elliott, Louis Fournier, Gérald Godin, Jacques Keable et Maurice Roy], 23 dossiers de « Québec-Presse » [1969-1971], Montréal, Réédition-Québec, 1971.
Nelligan revisité, Montréal, Éditions de l'Hexagone, coll. « Lectures », 1991.
Écrits et parlés I. 1. Culture [1960-1990], édition préparée par André Gervais, Montréal, Éditions de l'Hexagone, coll. « Itinéraires », 1993.
Écrits et parlés I. 2. Politique [1964-1992], édition préparée par André Gervais, Montréal, Éditions de l'Hexagone, coll. « Itinéraires », 1993.
Traces pour une autobiographie. Écrits et parlés II [1961-1992], édition préparée par André Gervais, Montréal, Éditions de l'Hexagone, coll. « Itinéraires », 1994.

### Correspondances
- 2009 : La renarde et le mal peigné; Fragments de correspondance amoureuse 1962-1993, Pauline Julien et Gérald Godin, Montréal, Leméac Éditeur[29].
- 2019 : Ton métier, le mien, le Québec : fragments de correspondance amoureuse et politique 1962-1993, Pauline Julien et Gérald Godin, Montréal, Leméac Éditeur[30].

## Honneurs
- 1969 - Grand prix littéraire de la Société Saint-Jean-Baptiste de la Mauricie[31]
- 1987 - Prix Québec-Paris, Ils ne demandaient qu'à brûler[31]
- 1987 - Grand prix du livre de Montréal, Ils ne demandaient qu'à brûler[31]
- 1987 - Prix du Gouverneur général[32]
- 1987 - Prix Ludger-Duvernay[31]
- 1988 - Décoré officier du Mérite national français[33]
- 1994 - Prix littéraires du Journal de Montréal

## Entretiens
- Entretien en 1964 sur Radio-Canada à propos de la poésie[34]